# Julian Czerkawski
Julian Czerkawski, herbu Jelita (ur. 12 stycznia 1831 w Olesku, zm. 5 września 1911 w Dziedziłowie), ps. Jeliteńko – lekarz, polityk konserwatywny, poseł do austriackiej Rady Państwa.
Urodził się w rodzinie ziemiańskiej, syn Michała. Ukończył studia na wydziale filozoficznym uniwersytetu lwowskiego i medycynę na uniwersytecie w Wiedniu, gdzie w 1864 otrzymał tytuł dr nauk medycznych. Od 1868 prowadził praktykę lekarską we Lwowie.
Z poglądów konserwatysta, należał do grupy podolaków. W latach 1871–1879 był radnym miasta Lwowa. Poseł do austriackiej Rady Państwa V kadencji (3 lutego 1874 – 18 grudnia 1877), wybrany w kurii II – gmin miejskich, w okręgu wyborczym nr 1 (Lwów). Mandat objął po rezygnacji Floriana Ziemiałkowskiego (który został podwójnie wybrany i ostatecznie objął mandat z kurii IV). Z mandatu zrezygnował 18 grudnia 1877 na rzecz Artura Gołuchowskiego. Był także posłem VI kadencji (7 października 1879 – 23 kwietnia 1885), wybranym w kurii I – większej własności ziemskiej w okręgu wyborczym nr 11 (Żółkiew-Rawa-Sokal). W parlamencie należał do grupy posłów konserwatywnych – podolaków w Kole Polskim w Wiedniu. Był najbliższym doradcą prezesa Koła Polskiego Kazimierza Grocholskiego. Dał się także poznać jako dobry mówca. Kilka swoich mów opublikował pod ps. Jeliteńko. 
Ziemianin, właściciel odziedziczonych dóbr Dziedziłłów, w którym osiadł na stałe w 1890. Wycofał się wówczas z szerszego życia publicznego i działalności politycznej. Był znanym kolekcjonerem sztuki i broni.